# Simone Leitão
Simone Leitão (Caratinga, 1970) é uma pianista brasileira. Sua irmã Miriam Leitão, é uma jornalista e apresentadora de televisão. Fundou o Brasil Classical Series em 2009, um projeto para divulgar a música erudita brasileira.